# Cleveland Cavaliers 2016-2017
La stagione 2016-17 dei Cleveland Cavaliers fu la 47ª nella NBA per la franchigia.
I Cleveland Cavaliers vinsero la Central Division della Eastern Conference con un record di 51-31. Nei play-off vinsero il primo turno contro gli Indiana Pacers (4-0), la semifinale di conference contro i Toronto Raptors (4-0), la finale di conference contro i Boston Celtics (4-1), perdendo poi il titolo nella finale NBA contro i Golden State Warriors (1-4).

## Eastern Conference
Central Division
|    | Classifica          | V  | P  | %    |
| -- | ------------------- | -- | -- | ---- |
| 1. | Cleveland Cavaliers | 51 | 31 | 62,2 |
| 2. | Milwaukee Bucks     | 42 | 40 | 51,2 |
| 3. | Indiana Pacers      | 42 | 40 | 51,2 |
| 4. | Chicago Bulls       | 41 | 41 | 50,0 |
| 5. | Detroit Pistons     | 37 | 45 | 45,1 |

## Roster
| \| Pos. \| Num. \| Naz. \| Nome \| Altezza \| Peso \| Data nascita \| Provenienza \| \| ---- \| ---- \| ---- \| ------------------ \| ------- \| ------ \| ------------ \| ------------------------------------------------ \| \| P \| 20 \| \| Felder, Kay \| 175 cm \| 80 kg \| 29-03-1995 \| OU Golden Grizzlies \| \| C \| 9 \| \| Frye, Channing \| 211 cm \| 116 kg \| 17-05-1983 \| Arizona \| \| G \| 2 \| \| Irving, Kyrie (C) \| 188 cm \| 82 kg \| 23-03-1992 \| Duke \| \| A \| 23 \| \| James, LeBron (C) \| 203 cm \| 109 kg \| 30-12-1984 \| St. Vincent St. Mary High School (Ohio) \| \| A \| 24 \| \| Jefferson, Richard \| 201 cm \| 106 kg \| 21-06-1980 \| Arizona \| \| A \| 30 \| \| Jones, Dahntay \| 198 cm \| 102 kg \| 27-12-1980 \| Duke \| \| A \| 1 \| \| Jones, James \| 203 cm \| 102 kg \| 04-10-1980 \| Miami (FL) \| \| A \| 26 \| \| Korver, Kyle \| 201 cm \| 96 kg \| 17-03-1981 \| Creighton Bluejays \| \| A \| 0 \| \| Love, Kevin (C) \| 208 cm \| 118 kg \| 07-09-1988 \| UCLA \| \| G \| 4 \| \| Shumpert, Iman \| 196 cm \| 96 kg \| 26-06-1990 \| Georgia Tech \| \| G \| 5 \| \| Smith, J.R. \| 198 cm \| 100 kg \| 09-09-1985 \| Saint Benedict's Preparatory School (New Jersey) \| \| C \| 40 \| \| Tavares, Walter \| 221 cm \| 120 kg \| 22-03-1992 \| Gran Canaria \| \| A \| 13 \| \| Thompson, Tristan \| 203 cm \| 102 kg \| 13-03-1991 \| Texas \| \| G \| 31 \| \| Williams, Deron \| 191 cm \| 91 kg \| 26-06-1984 \| Illinois \| \| A \| 3 \| \| Williams, Derrick \| 203 cm \| 109 kg \| 25-05-1991 \| Arizona \| | Allenatore - Tyronn Lue Assistente/i - Jim Boylan (Vice-allenatore) - Larry Drew (Vice-allenatore) - Damon Jones (Vice-allenatore) - Mike Longabardi (Vice-allenatore) - James Posey (Vice-allenatore) - Phil Handy (Vice-allenatore) - Vitalij Potapenko (Vice-allenatore sviluppo dei giocatori) - Derek Millender (Preparatore fisico) - Stephen Spiro (Preparatore atletico) Legenda - (C) Capitano - (FA) Free agent - (S) Sospeso - (TW) Contratto Two-way - (GL) Assegnato a squadra G League affiliata - Infortunato Roster • Transazioni · Ultima transazione: 14 aprile 2017 |                        |                    |         |        |              |                                                  |
| Pos. | Num. | Naz.                   | Nome               | Altezza | Peso   | Data nascita | Provenienza                                      |
| P | 20 | Stati Uniti (bandiera) | Felder, Kay        | 175 cm  | 80 kg  | 29-03-1995   | OU Golden Grizzlies                              |
| C | 9 | Stati Uniti (bandiera) | Frye, Channing     | 211 cm  | 116 kg | 17-05-1983   | Arizona                                          |
| G | 2 | Stati Uniti (bandiera) | Irving, Kyrie (C)  | 188 cm  | 82 kg  | 23-03-1992   | Duke                                             |
| A | 23 | Stati Uniti (bandiera) | James, LeBron (C)  | 203 cm  | 109 kg | 30-12-1984   | St. Vincent St. Mary High School (Ohio)          |
| A | 24 | Stati Uniti (bandiera) | Jefferson, Richard | 201 cm  | 106 kg | 21-06-1980   | Arizona                                          |
| A | 30 | Stati Uniti (bandiera) | Jones, Dahntay     | 198 cm  | 102 kg | 27-12-1980   | Duke                                             |
| A | 1 | Stati Uniti (bandiera) | Jones, James       | 203 cm  | 102 kg | 04-10-1980   | Miami (FL)                                       |
| A | 26 | Stati Uniti (bandiera) | Korver, Kyle       | 201 cm  | 96 kg  | 17-03-1981   | Creighton Bluejays                               |
| A | 0 | Stati Uniti (bandiera) | Love, Kevin (C)    | 208 cm  | 118 kg | 07-09-1988   | UCLA                                             |
| G | 4 | Stati Uniti (bandiera) | Shumpert, Iman     | 196 cm  | 96 kg  | 26-06-1990   | Georgia Tech                                     |
| G | 5 | Stati Uniti (bandiera) | Smith, J.R.        | 198 cm  | 100 kg | 09-09-1985   | Saint Benedict's Preparatory School (New Jersey) |
| C | 40 | Capo Verde (bandiera)  | Tavares, Walter    | 221 cm  | 120 kg | 22-03-1992   | Gran Canaria                                     |
| A | 13 | Canada (bandiera)      | Thompson, Tristan  | 203 cm  | 102 kg | 13-03-1991   | Texas                                            |
| G | 31 | Stati Uniti (bandiera) | Williams, Deron    | 191 cm  | 91 kg  | 26-06-1984   | Illinois                                         |
| A | 3 | Stati Uniti (bandiera) | Williams, Derrick  | 203 cm  | 109 kg | 25-05-1991   | Arizona                                          |